# Koekelberg
Koekelberg é uma das 19 comunas bilingues da Bélgica situadas na Região de Bruxelas-Capital. 
Em 1 de Julho de 2006 contava com 18 287 habitantes, vivendo numa área de 1,17 km², ou seja 15 597 habitantes por km².
Confina com as comunas de Jette, Molenbeek-Saint-Jean, Ganshoren e Berchem-Sainte-Agathe.
A Basílica do Sagrado Coração fica situada nesta comuna.

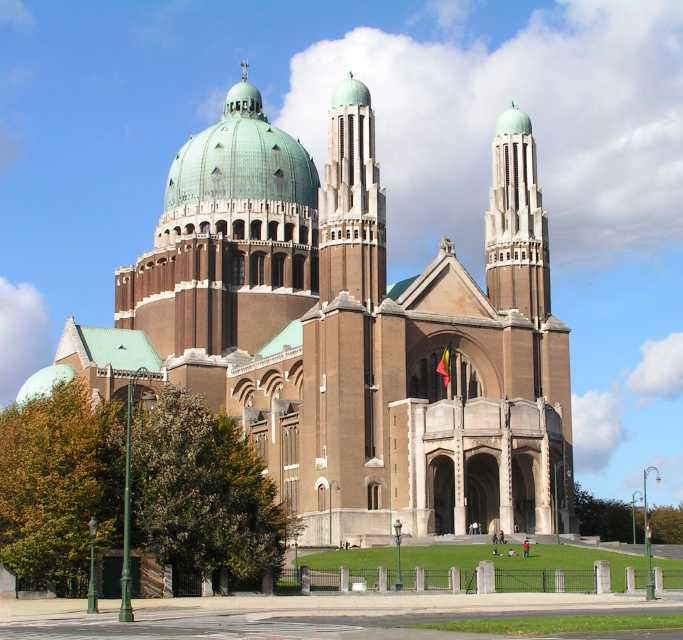
Basílica do Sagrado Coração